# Estadi de Sarrià
O Estadi de Sarrià (em português: Estádio Sarrià) foi um estádio multiuso, localizado em Barcelona, Espanha.
Foi mais utilizado para partidas de futebol, onde a equipe mandante era o RCD Espanyol. O estádio possuía capacidade para abrigar cerca de 41.000 espectadores e foi construído em 1923 e foi fechado e demolido em 1997.
O estádio, inaugurado em 18 de fevereiro de 1923. Apesar do projeto inicial prever lotação para 40 mil pessoas, a obra foi inaugurada com apenas 10 mil lugares. Foi nomeado em homenagem à estrada homônima na qual ele se localiza, ligando Barcelona ao município de Sarrià. O Espanyol teve que fazer uma excursão para a América do Sul para arrecadar os fundos necessários para o pagamento da dívida, de 170 mil pesetas.
Foi palco do primeiro gol da Liga Espanhola de futebol, marcado por Pitus Prat, contra o Real Unión em 1929, e da decisão da Copa da Espanha Livre, torneio realizado em plena Guerra Civil Espanhola por equipes catalãs e valencianas, cuja existência não foi oficializada pelo então governo franquista.
No estádio, o Espanyol fez uma goleada por 6 a 0 contra o Barcelona em 1951, maior vitória da história do dérbi barcelonista.
No estádio, Alfredo Di Stéfano deu seu adeus em jogos oficiais, contra o Mallorca, pela última rodada do Campeonato Espanhol de 1965-66.
Após sucessivas reformas entre as décadas de 1950 e 1970, o estádio chegou à lotação máxima de 44 mil lugares.
No Estadi de Sarrià foram disputadas três partidas da segunda fase da Copa do Mundo FIFA de 1982, incluindo a vitória histórica, memorável e dramática da Seleção Italiana de Futebol sobre a Seleção Brasileira de Futebol, por 3 a 2, onde o atacante Paolo Rossi marcou três gols (hat-trick). Esta partida é conhecida até hoje no Brasil como a Tragédia de Sarrià.
Hospedou a final da Copa da UEFA de 1987–88 e seis jogos da primeira fase nos Jogos Olímpicos de Verão de 1992.
Em 20 de junho de 1997, o estádio Sarrià recebeu o último jogo com a vitória do Espanyol de 3 a 2 sobre o Valencia, na Liga Espanhola 1996-97, na 42ª e última rodada. 
Afundado em dívidas, o clube espanhol vendeu o terreno em uma valorizada região de Barcelona para uma construtora. A implosão se deu no dia 20 de setembro de 1997, após três meses de peregrinação dos torcedores "periquitos", como são conhecidos os torcedores do Espanyol.

## Principais Partidas

### Primeiro jogo
| Data                    | Evento   | 1º clube | Placar | 2º clube |
| ----------------------- | -------- | -------- | ------ | -------- |
| 18 de fevereiro de 1923 | Amistoso | Espanyol | 4 – 1  | UE Sants |

### Copa do Mundo de 1982
| Data        | Fase              | 1ª seleção | Placar | 2ª seleção | Público |
| ----------- | ----------------- | ---------- | ------ | ---------- | ------- |
| 29 de junho | 2ª Fase - Grupo 3 | Itália     | 2 – 1  | Argentina  | 43,000  |
| 2 de julho  | 2ª Fase - Grupo 3 | Argentina  | 1 – 3  | Brasil     | 43,000  |
| 5 de julho  | 2ª Fase - Grupo 3 | Brasil     | 2 – 3  | Itália     | 44,000  |

### Copa da UEFA
| Data              | Edição  | Fase            | 1º clube | Placar | 2º clube         |
| ----------------- | ------- | --------------- | -------- | ------ | ---------------- |
| 4 de maio de 1988 | 1987-88 | Final - 1º jogo | Espanyol | 3 – 0  | Bayer Leverkusen |

### Futebol nos Jogos Olímpicos de Verão de 1992
| Data        | Fase              | 1ª seleção | Placar | 2ª seleção     | Público |
| ----------- | ----------------- | ---------- | ------ | -------------- | ------- |
| 24 de julho | 1ª Fase - Grupo A | Itália     | 2 – 1  | Estados Unidos | 18,000  |
| 26 de julho | 1ª Fase - Grupo C | Suécia     | 0 – 0  | Paraguai       | 43,000  |
| 27 de julho | 1ª Fase - Grupo A | Itália     | 0 – 3  | Polônia        | 15,000  |
| 28 de julho | 1ª Fase - Grupo D | México     | 1 – 1  | Austrália      | 10,000  |
| 29 de julho | 1ª Fase - Grupo A | Itália     | 1 – 0  | Kuwait         | 8,000   |
| 30 de julho | 1ª Fase - Grupo C | Suécia     | 1 – 1  | Coreia do Sul  | 12,000  |

### Último jogo
| Data                | Campeonato     | Edição  | Fase                  | 1º clube | Placar | 2º clube |
| ------------------- | -------------- | ------- | --------------------- | -------- | ------ | -------- |
| 20 de junho de 1997 | Liga Espanhola | 1996-97 | 2º Turno - 42ª Rodada | Espanyol | 3 – 2  | Valencia |